# Юрта Незламності
«Юрта Незламності» — проект за ініціативи голови міжпарламентської групи дружби «Україна - Казахстан», народного депутата України Сергія Нагорняка, казахського бізнесмена Даулета Нуржанова, та представників казахської діаспори в Україні. Ці юрти виконують в Україні функцію «пунктів незламності», що масово відкриваються в Україні під час російсько-української війни. Юрти незламності служать для зігрівання, підзарядки телефонів та інших гаджетів. Тут можна випити чаю, скуштувати традиційні казахський плов та баурсаки.
Шість юрт, з яких чотири вже змонтовано — в Бучі, Києві, Харкові та Львові придбали і доставили в Україну. Реалізацією проекту займається народний депутат України Сергій Нагорняк разом із представниками казахської діаспори в Україні.

## Конструкція й інтер'єр
Такі юрти роблять казахські майстри, вони повністю відповідають традиції будівництва цього комфортного пересувного будинку степного кочівника. Загальна площа такої юрти — близько 60 кв. метрів. Каркас дерев'яний — із верби, при зведенні не використано жодного цвяха, усі з'єднання шкіряні. На стінах юрти розміщуються ворсисті килими, які захищають від холоду, розвішані тускіїзи — настінні килими, прикрашені вишивкою шовковими та бавовняними нитками.

## Локації юрт

### Буча
Перша юрта незламності була відкрита в місті Бучі, по вулиці Олекси Тихого, 6 січня 2023. В юрті облаштовано пункт обігріву на випадок блекауту.

### Київ
Друга юрта незламності відкрита у Парку Шевченка в Києві 14 січня 2023. Планується, що юрта діятиме до весни.
У київській юрті організатори також влаштували виставку національного одягу.

### Харків

Сергій Нагорняк та Ігор Терехов відкривають Юрту незламності у Харкові

Представники казахської діаспори в Україні на відкритті юрти у Харкові

Двадцять другого січня 2023 року відбулось урочисте відкриття юрти незламності у місті Харків. Відкриття проводили автор проєкту Сергій Нагорняк, міський голова Харкова Ігор Олександрович Терехов, та представники казахської діаспори в Україні. Відкриття юрти відвідала велика кількість харків'ян та гостей міста. Люди приходять до юрти, щоб зарядити свої гаджети, зігрітися, коли в місті немає світла, попити чай та познайомитись із культурою Казахстану. Після урочистого відкриття, юрта почала виконувати свою функцію, стала пунктом незламності для людей потерпаючих від незгод, спричинених російською агресією. В холод там зігріваються люди, отримують можливість зарядити свої телефони та інші електронні гаджети.

### Львів
Першого лютого 2023 року у центрі міста, біля "Порохової вежи" відбулось урочисте відкриття юрти незламності у місті Львів.

### Одеса
У місті Одеса, на центральній алеї парку імені Тараса Шевченко, 12 лютого, о 14:00 відбулось урочисте відкриття чергової юрти незламності. Це вже пята юрта встановлена в рамках спільного Казахско-Українського, однойменного проекту.

### Дніпро
Сьомого березня 2023 року у рамках одноіменно проекту було встановлено шосту в Україні юрту незламності в українському місті Дніпро. Автор проекту Сергій Нагорняк розповів, що завдяки вступу до проекту нових інвесторів із Казахстану, зявляеться можливість встановити ще додатково дві юрти, одну у місті Миколаїв та другу в Черкаській області. Завдяки цьому проект розширюється до вісми юрт. У зв'язку із великим попитом українців до юрт незламності, вони додатково набувають статусу центру казахської культури.
Юрта стала більш як культурний центр, де ми будемо проводити різні культурні заходи, майстер-класи як для дітей так і для дорослих

- сказав Сергій Нагорняк на відкритті юрти у Дніпрі

### Миколаїв

Айдос Мукатаєв, Сергій Нагорняк, Віталій Кім та інші учаники проекту співають Гімн України на відкритті юрти незламності у місті Миколаїв

Завдяки долученню до проекту казахського бізнесмена і мецената Айдоса Мукатаєва, вдалося встановити сьому в Україні казахську юрту незламності у місті Миколаїв.
«Юрта для казаха – дім, а слово «незламність» передає те, як мужньо народ України долає всі випробування. Ми вас щиро підтримуємо. Нехай небо над вашою країною стане мирним!»

– звернувся меценат до містян
Миколаїв і сам є такою «юртою незламності», каже голова ОВА Віталій Кім:
«Тут буде культурний осередок, який додасть миколаївцям відчуття нормального життя, принаймні, наскільки це можливо в нинішніх умовах. Вважаю, що наша співпраця даватиме хороші результати, адже окрім цього доброго жесту маємо плани на взаємодію між двома країнами щодо відбудови нашого регіону, відновлення бізнесу».

- Віталій Кім

### Слов'янськ
Двадцять третього квітня 2023 року урочисте відкриття юрти незламності у місті Слов'янськ.

## Реакція
Представник МЗС РФ Марія Захарова назвала цю акцію «нанесення шкоди російсько-казахстанському стратегічному партнерству і союзництву». Наступного дня її казахстанський колега Айбек Смадіяров запевнив, що посольство Казахстану в Україні до встановлення юрти стосунку не має. «Це ініціатива приватних казахстанських компаній. Заборонити їм не можемо. Самі зібрали, самі доставили, самі встановили, самі допомагають. Жодної проблеми у встановленні юрти ми не бачимо. Юрта — традиційне житло кочівників, воно легко збирається, екологічно чисте. Це ініціатива бізнесменів з надання допомоги українському народу. Ми не вважаємо за необхідне давати спеціальний коментар з цього приводу, оскільки не бачимо проблем у встановленні цієї юрти. Ми, навпаки, пишаємося, що в нас є юрта…» — відповів Смадіяров.
"Юрти незламності турбують російських чиновників більш ніж американські хаймарси"
Сергій Нагорняк